# Garrulax
Garrulax är ett fågelsläkte i familjen fnittertrastar inom ordningen tättingar. Arterna i släktet förekommer från västra Himalaya och södra Kina i norr till Sri Lanka och Java i söder respektive sydost. Släktets omfattning har genomgått stora förändringar efter genetiska studier. Listan nedan med 14 arter följer rekommendationer från Cai et al 2019:
- Fläckbröstad fnittertrast (G. merulinus)
- Orangebröstad fnittertrast (G. annamensis)
- Kinesisk sångfnittertrast (G. canorus)
- Taiwanesisk sångfnittertrast (G. taewanus)
- Mindre halsbandsfnittertrast (G. monileger)
- Rostpannad fnittertrast (G. rufifrons)
- Sundafnittertrast (G. palliatus)
- Vittofsad fnittertrast (G. leucolophus)
- Sumatrafnittertrast (G. bicolor)
- Svarthuvad fnittertrast (G. milleti)
- Vithalsad fnittertrast (G. strepitans)
- Kambodjafnittertrast (G. ferrarius)
- Grå fnittertrast (G. maesi)
- Rostkindad fnittertrast (G. castanotis)

Tidigare inkluderades även arterna i Ianthocincla, Pterorhinus och Grammatoptila och vissa gör det fortfarande. Längre tillbaka fördes även arterna i Trochalopteron till Garrulax. Studier visar dock att de inte är varandras närmaste släktingar.
Ytterligare fyra arter placerades tidigare i släktet men har sin hemvist annorstädes:
- "Svart fnittertrast" (G. lugubris) och "nakenhuvad fnittertrast" (G. calvus) är egentligen systergrupp till sabeltimaliorna av släktet Pomatorhinus i familjen timalior och har därför lyfts ut till släktet Melanocichla och döpts om till svarttimalia och skallig timalia
- "Ceylonfnittertrasten" (G. cinereifrons) är istället en del av skriktrastarna och har döpts om till gråpannad skriktrast (Argya cinereifrons)
- Svartmaskad fnittertrast (G. perspicillatus) placeras ofta i Garrulax även när detta delas upp i flera mindre släkten, men har sin hemvist i Pterorhinus alternativt Ianthocincla när det senare släktet inkorporerar det förra